# Güstrow–Plauer Eisenbahn Nr. 1 bis 3
Die Lokomotiven 1 bis 3 wurden 1882 von der Güstrow-Plauer Eisenbahn beschafft. Bei der Großherzoglich Mecklenburgischen Friedrich-Franz-Eisenbahn wurden die Lokomotiven in die Gattung XII und ab 1910 in die Gattung T 0 eingeordnet. Bis 1919 waren alle Lokomotiven ausgemustert.

## Geschichte
Für den Betrieb auf der Strecke der Güstrow-Plauer Eisenbahn zwischen den beiden namensgebenden Städten wurden von Vulcan 1882 drei Tenderlokomotiven beschafft. Nach der Übernahme der Güstrow-Plauer Eisenbahn 1890 durch die Friedrich-Franz-Eisenbahn erhielten die Lokomotiven die Bahnnummern 114 bis 116. Nach der Einführung des neuen Nummernschemas 1895 erhielten die Maschinen die Nummern 505 bis 507. Zwei Lokomotiven wurden 1916 und eine 1919 ausgemustert.

## Konstruktive Merkmale
Die Lokomotiven hatten einen innenliegenden Blechrahmen. Der Langkessel bestand aus zwei Schüssen. Das Dampfsammelrohr befand sich innerhalb des Kessels. Der Regler saß direkt hinter dem kegeligen Schornstein. 
Das außenliegende waagerecht angeordnete Zweizylinder-Naßdampftriebwerk arbeitete auf die hintere Kuppelachse. Die Schieberkästen lagen über den Zylinder. Die außenliegende Allan-Steuerung besaß gekreuzte Exzenterstangen. 
Die Federung erfolgte durch unter den Achsen liegenden Blattfederpakete. Die Handbremse wirkte von beiden Seiten auf die Treibräder. Die ursprünglich vorhandene Heberleinbremse wurde später entfernt. 
Der Sandbehälter befand sich in seitlich liegenden Wasserbehälter und sandete zwischen die beiden Treibräder. Die Kohlebehälter befanden sich direkt vor dem Führerhaus. Davor waren bis auf die Höhe der Rauchkammer die Wasserbehälter angeordnet. Die Lokomotiven besaßen einen Umlauf mit Geländer sowie einen Übergang an der Führerhausrückwand. 